# Hermillus
Hermillus is een geslacht van wantsen uit de familie van de Reduviidae (roofwantsen). Het geslacht werd voor het eerst wetenschappelijk beschreven door Carl Stål in 1874.

## Soorten
Het genus bevat de volgende soorten:

- Hermillus bicolor (Distant, 1903)
- Hermillus capitatus Schouteden, 1931
- Hermillus edo Bergroth, 1912
- Hermillus geniculatus (Signoret in Thomson, 1858)
- Hermillus hautmanni Schouteden, 1943
- Hermillus hendrickxi Schouteden, 1943
- Hermillus kapangensis Schouteden, 1952
- Hermillus limbatus Schouteden, 1931
- Hermillus maculatus (Schouteden, 1909)
- Hermillus maynei Schouteden, 1952
- Hermillus nigrotibialis Schouteden, 1952
- Hermillus ocellatus Villiers, 1948
- Hermillus overlaeti Schouteden, 1952
- Hermillus royi Villiers, 1969
- Hermillus rubroniger Villiers, 1964
- Hermillus similis Schouteden, 1952
- Hermillus stehliki Villiers, 1965